# دالاس مافيريكس
نادي دالاس مافيريكس (بالإنجليزية: Dallas Mavericks)‏ هو نادي كرة سلة من دالاس، تكساس، الولايات المتحدة الأمريكية. تأسس عام 1980.

## ألوان الفريق
الأزرق، والأبيض، والفضي.

## سجل بطولات الفريق
البطل للموسم لأول مرة 2010-2011 للدوري الأمريكي لكرة السلة للمحترفين ضد ميامي هيت (4-2).

## أبرز اللاعبين
- صالح الماجري
- ديرك نوفيتسكي
- كايري آيرفينج

## وصلات خارجية
- موقع النادي الرسمي
- دالاس مافيريكس